# Bulimulus
Bulimulus é um gênero de moluscos tropicais e subtropicais da família Orthalicidae.

## Espécies
Lista Incompleta
- Bulimulus alternatus (Say, 1830)
  - Bulimulus alternatus mariae (Albers, 1850)
- Bulimulus apodemetes (Orbigny, 1835)
- Bulimulus bonariensis (Orbigny, 1835)
- Bulimulus brunoi (Ihering, 1917)
- Bulimulus catlowae (Pfeiffer, 1847)
- Bulimulus corderoi (Parodiz, 1962)
- Bulimulus corumbaensis (Pilsbry, 1857)
- Bulimulus dealbatus (Say, 1821)
  - Bulimulus dealbatus jonesi Clench, 1937
  - Bulimulus dealbatus mooreanus (Pfeiffer)
  - Bulimulus dealbatus neomexicanus Pilsbry, 1946
  - Bulimulus dealbatus ozarkensis Pilsbry & Ferris, 1906
  - Bulimulus dealbatus ragsdalei (Pilsbry, 1890)
- Bulimulus guadalupensis (Bruguiere, 1789)
- Bulimulus hamiltoni (Reeve, 1849)
- Bulimulus hummelincki (Breure, 1974)
- Bulimulus irregularis (Pfeiffer, 1847)
- Bulimulus nigromontanus Dall, 1897
- Bulimulus ovulum (Reeve, 1844)
- Bulimulus pasonis Pilsbry, 1902
- Bulimulus pilsbryi Ferris 1925
- Bulimulus pliculosus (Ancey, 1901)
- Bulimulus pubescens (Moricand, 1836)
- Bulimulus quitensis (Pfeiffer, 1847)
- Bulimulus rushii (Pilsbry, 1896)
- Bulimulus schiedeanus (Pfeiffer, 1841)
  - Bulimulus schiedeanus pecosensis Pilsbry & Ferris 1906
- Bulimulus sporadicus (Orbigny, 1835)
  - Bulimulus sporadicus sporadicus (Orbigny, 1835)
- Bulimulus tenuissimus (Orbigny, 1835)
- Bulimulus trindadensis (Bruere & Coelho, 1976)
- Bulimulus turritus (Broderip, 1832)
- Bulimulus turritellatus (Beck,1837)
- Bulimulus vesicalis
  - Bulimulus vesicalis uruguayanus (Pilsbry, 1897)

- Bulimulus achatellinus
- Bulimulus adelphus
- Bulimulus adserseni
- Bulimulus akamatus
- Bulimulus albermalensis
- Bulimulus alethorhytidus
- Bulimulus amastroides
- Bulimulus blombergi
- Bulimulus calvus
- Bulimulus cavagnaroi
- Bulimulus chemitzioides
- Bulimulus cinerarius
- Bulimulus cucullinus
- Bulimulus curtus
- Bulimulus darwini
- Bulimulus deridderi
- Bulimulus duncanus
- Bulimulus elaeodes
- Bulimulus eos
- Bulimulus eschariferus
- Bulimulus galapaganus
- Bulimulus habeli
- Bulimulus hemaerodes
- Bulimulus hirsutus
- Bulimulus hoodensis
- Bulimulus indefatigabilis
- Bulimulus jacobi
- Bulimulus jervisensis
- Bulimulus lycodus
- Bulimulus nesioticus
- Bulimulus nucula
- Bulimulus nux
- Bulimulus ochsneri
- Bulimulus olla
- Bulimulus pallidus
- Bulimulus perrus
- Bulimulus perspectivus
- Bulimulus planospira
- Bulimulus rabidensis
- Bulimulus reibischi
- Bulimulus rugatinus
- Bulimulus rugiferus
- Bulimulus rugulosus
- Bulimulus saeronius
- Bulimulus sculpturatus
- Bulimulus simrothi
- Bulimulus sp. nov. 'josevillani'
- Bulimulus sp. nov. 'krameri'
- Bulimulus sp. nov. 'nilsodhneri'
- Bulimulus sp. nov. 'tuideroyi'
- Bulimulus sp. nov. 'vanmoli'
- Bulimulus tanneri
- Bulimulus tortuganus
- Bulimulus trogonius
- Bulimulus unifasciatus
- Bulimulus ustulatus
- Bulimulus wolfi